# Marché de Noël de Besançon
Le marché de Noël de Besançon est un marché de Noël situé à  Besançon, dans le Doubs, en Franche-Comté. Il a lieu tous les ans, durant la période de l'Avent, du 24 novembre à la veille de Noël, le 24 décembre.

## Historique
Proche du marché de Noël de Montbéliard et des marchés de Noël traditionnels de la Saint-Nicolas alsacien et allemand (Christkindelsmärik), l'importance de ce marché festif, multicolore et gourmand hérite de la tradition germanique et alsacienne. La première édition se tient sur la place de la Révolution en 1993 grâce à l'impulsion de l'Union des commerçants et de son président Jean-François Diéterlé.

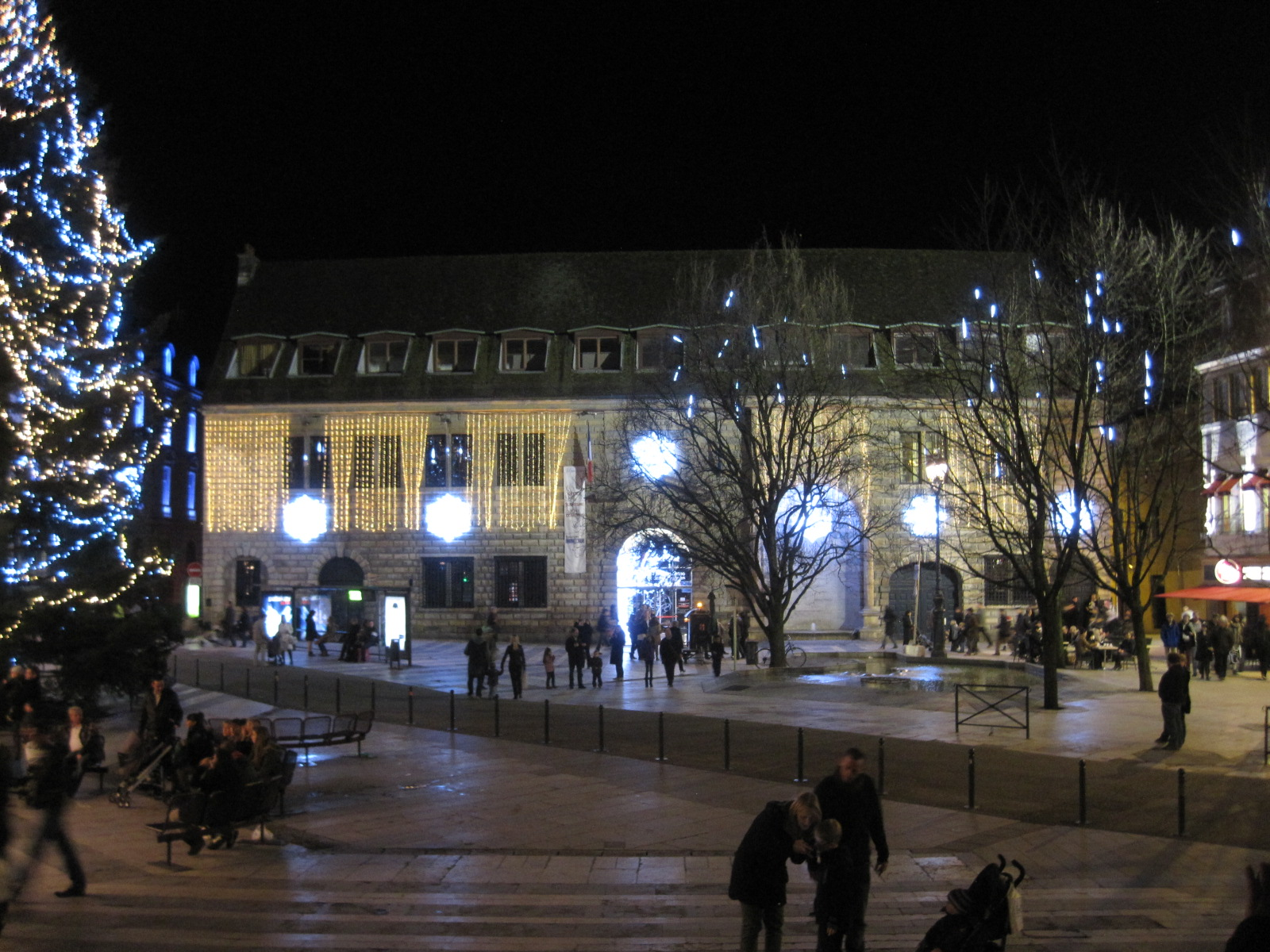
Hôtel de ville de Besançon.
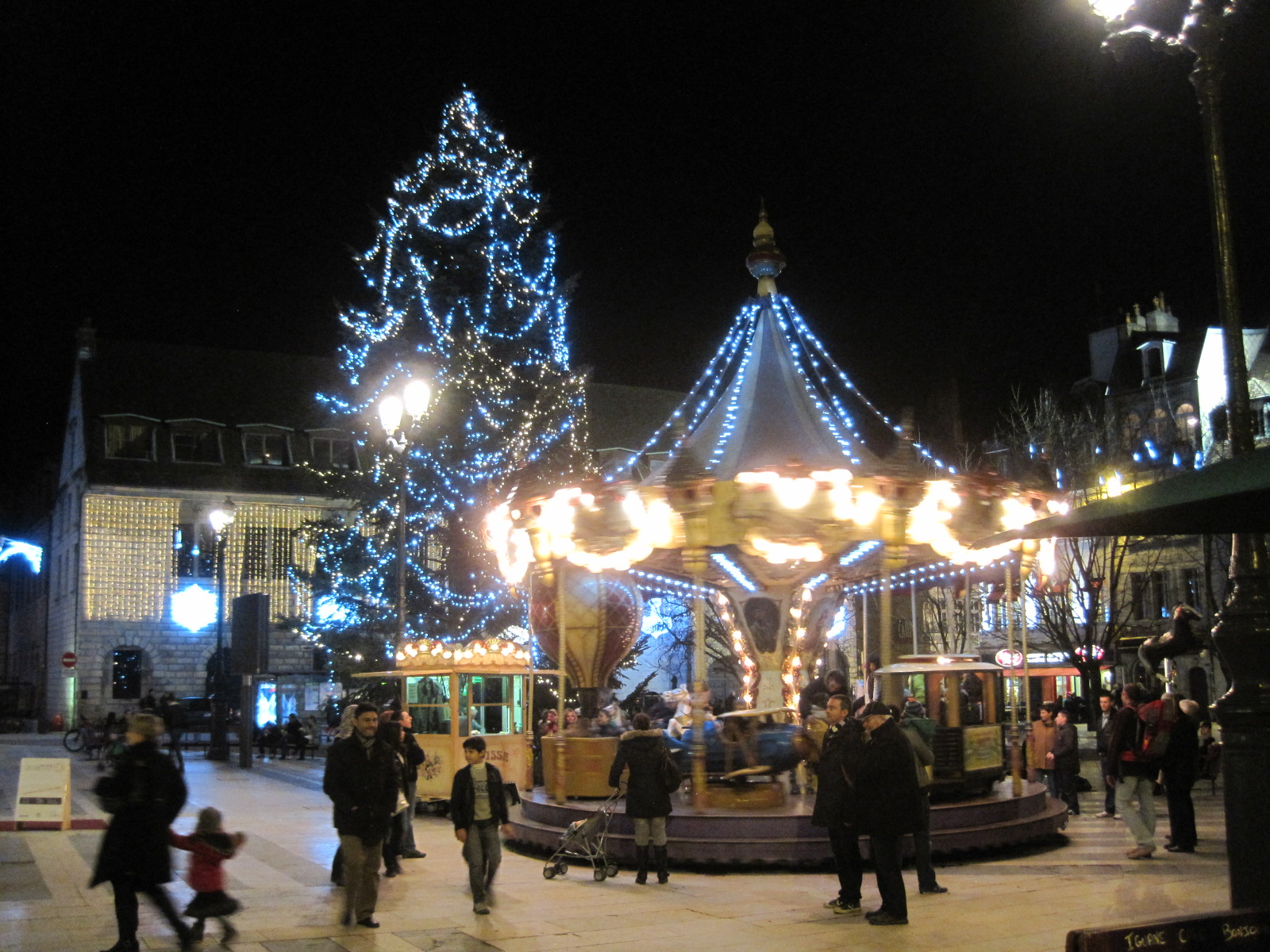
Carrousel, place du Huit-Septembre.
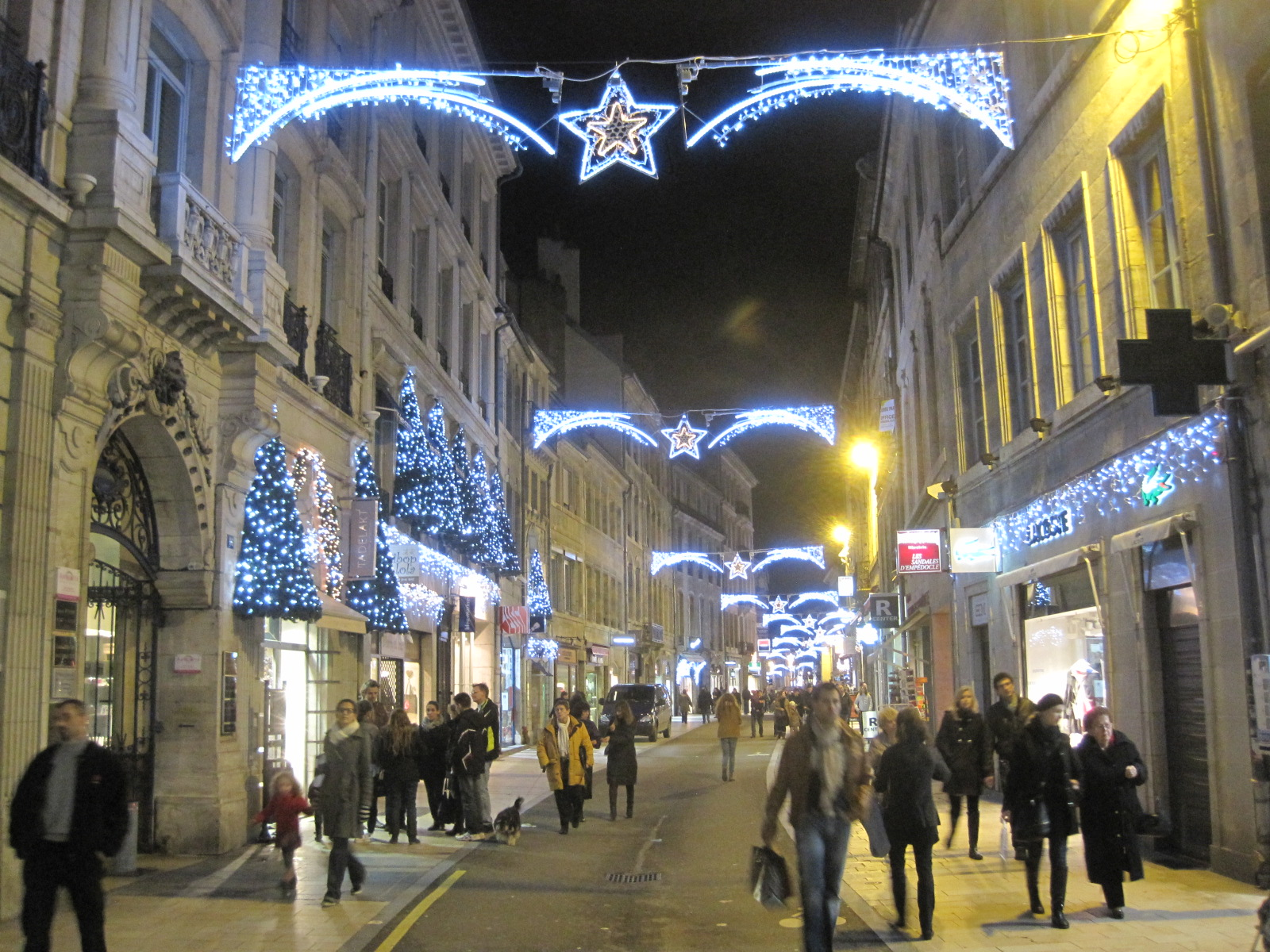
Grande rue.

Le marché de Noël de Besançon se présente sous forme d'environ 90 petits chalets / échoppes en bois décorés et illuminés dans l'esprit de Noël, qui s'étendent essentiellement entre la Grande rue (principale rue piétonne commerçante de la ville), place de la Révolution, place du Huit-Septembre, place Pasteur, place Granvelle, square Saint-Amour et dans quelques rues adjacentes.

Balade en calèche de comtois.
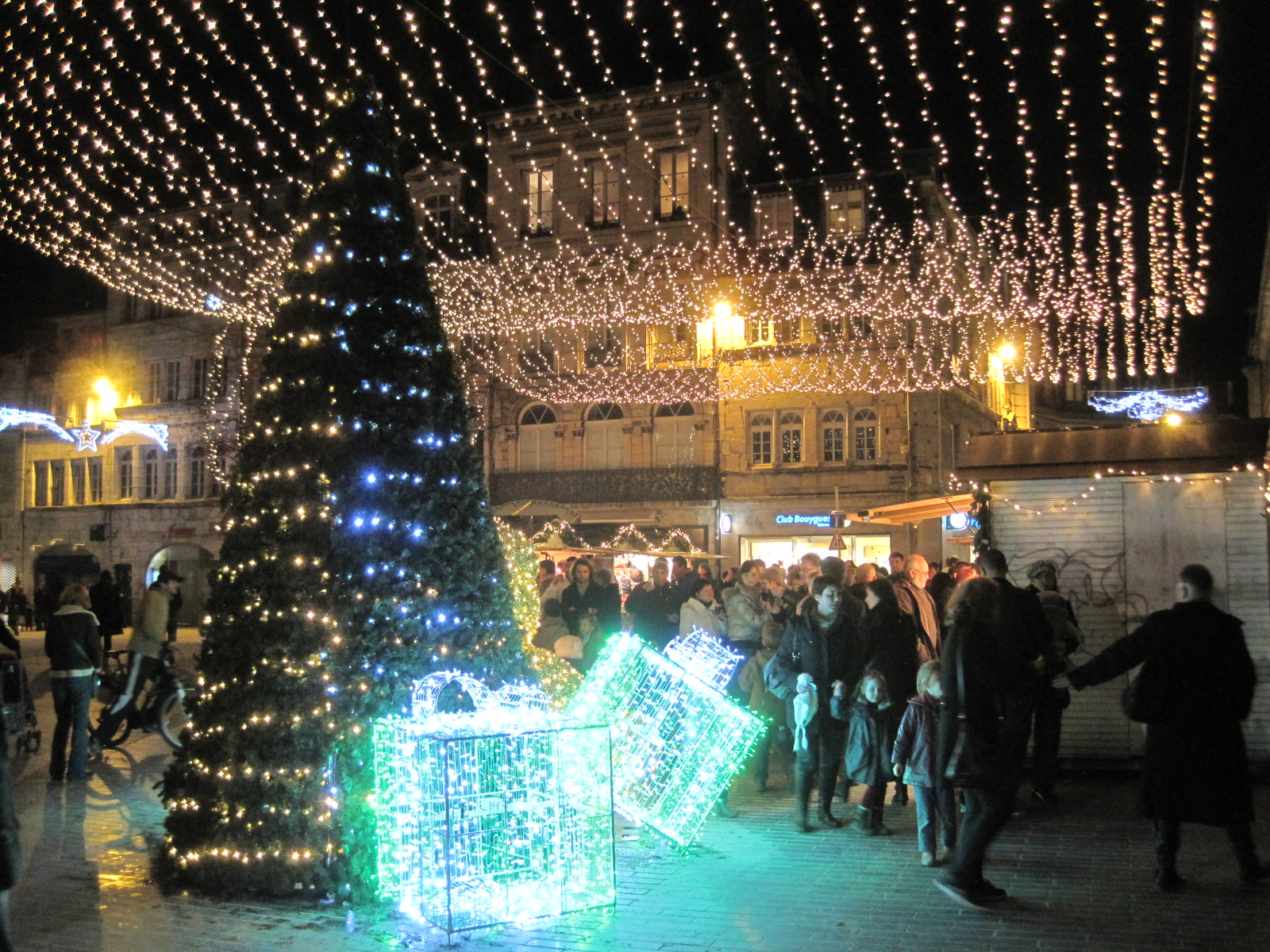
Place Pasteur.
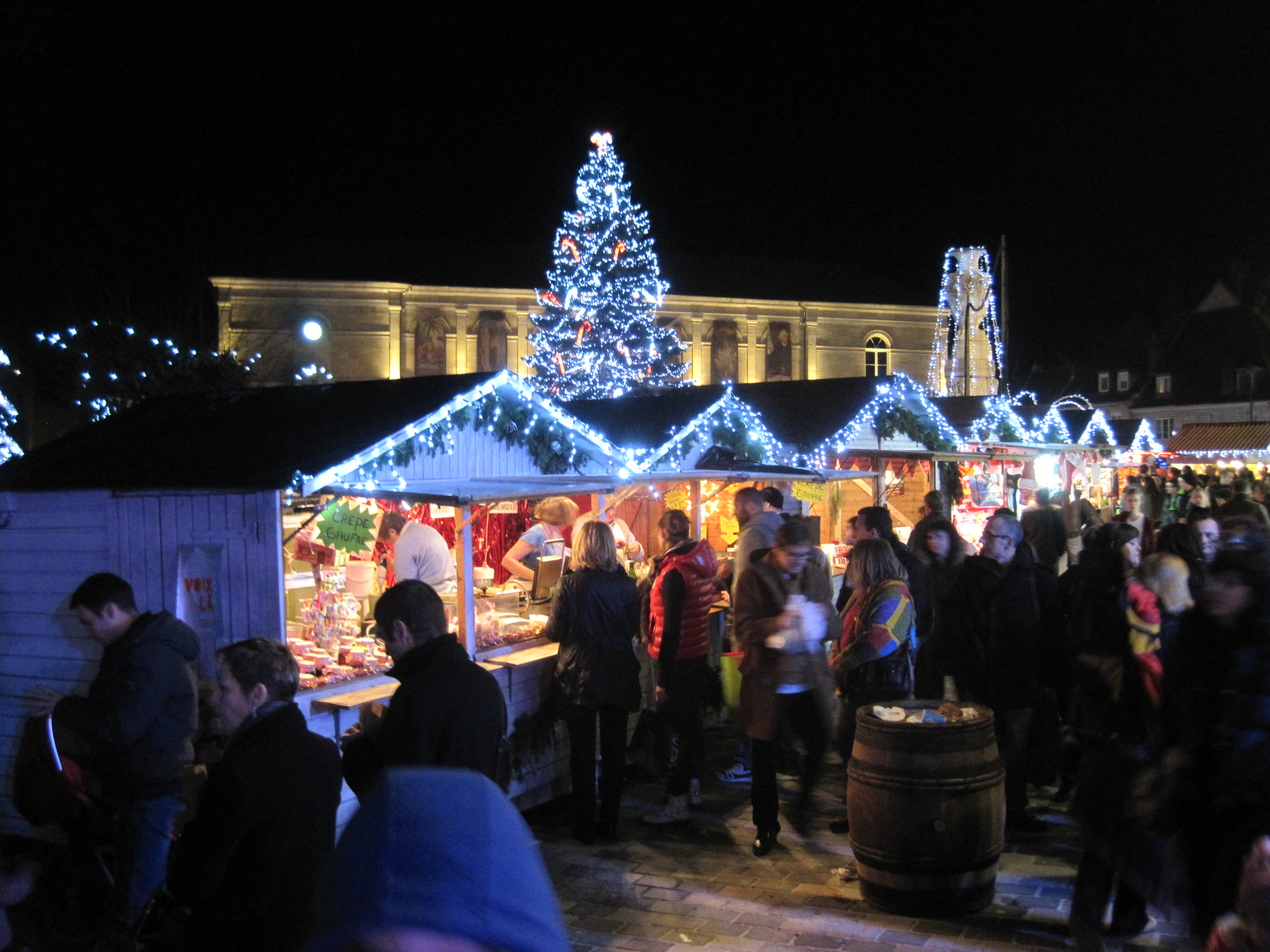
Place de la Révolution.
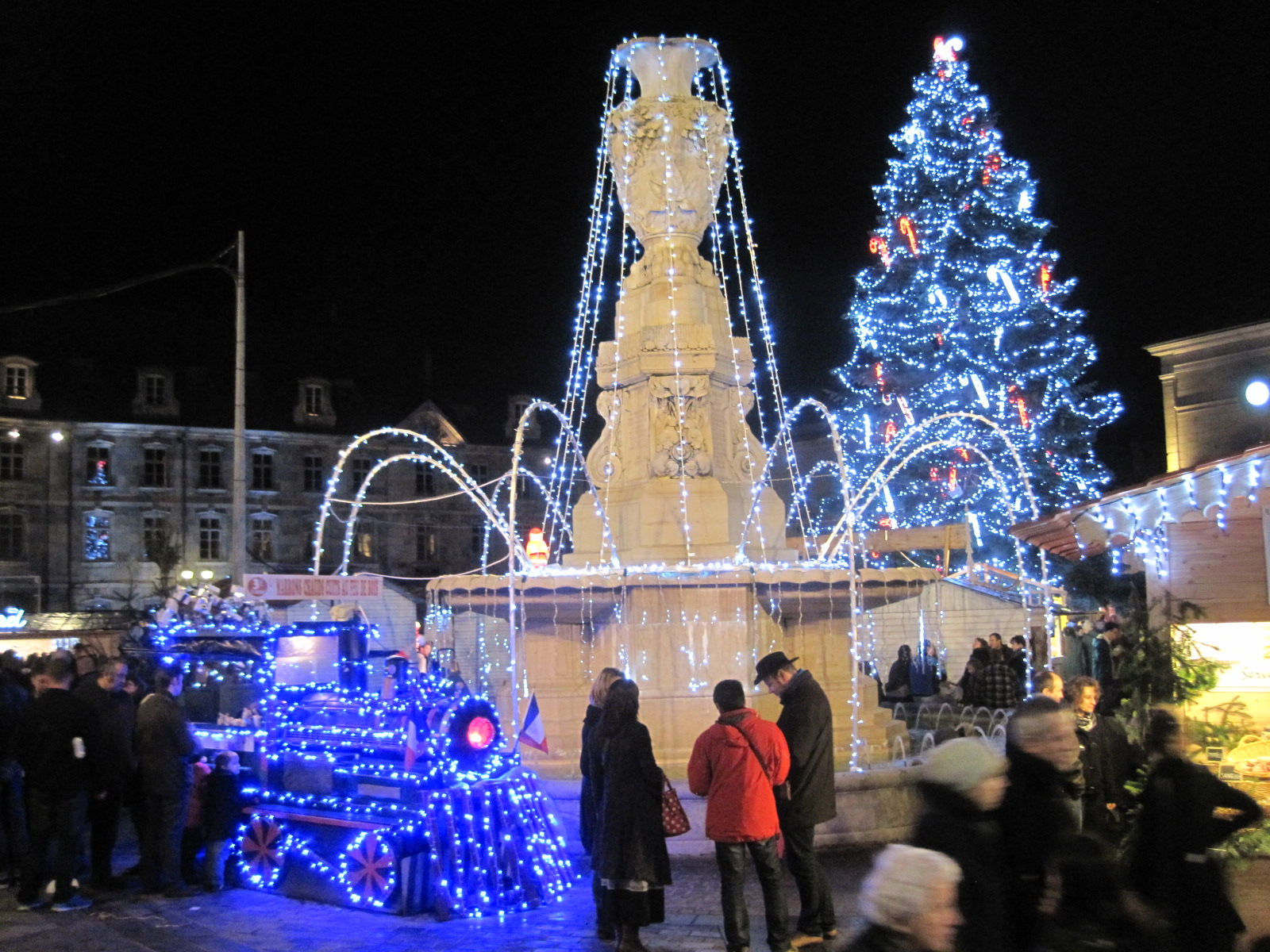
Place de la Révolution.
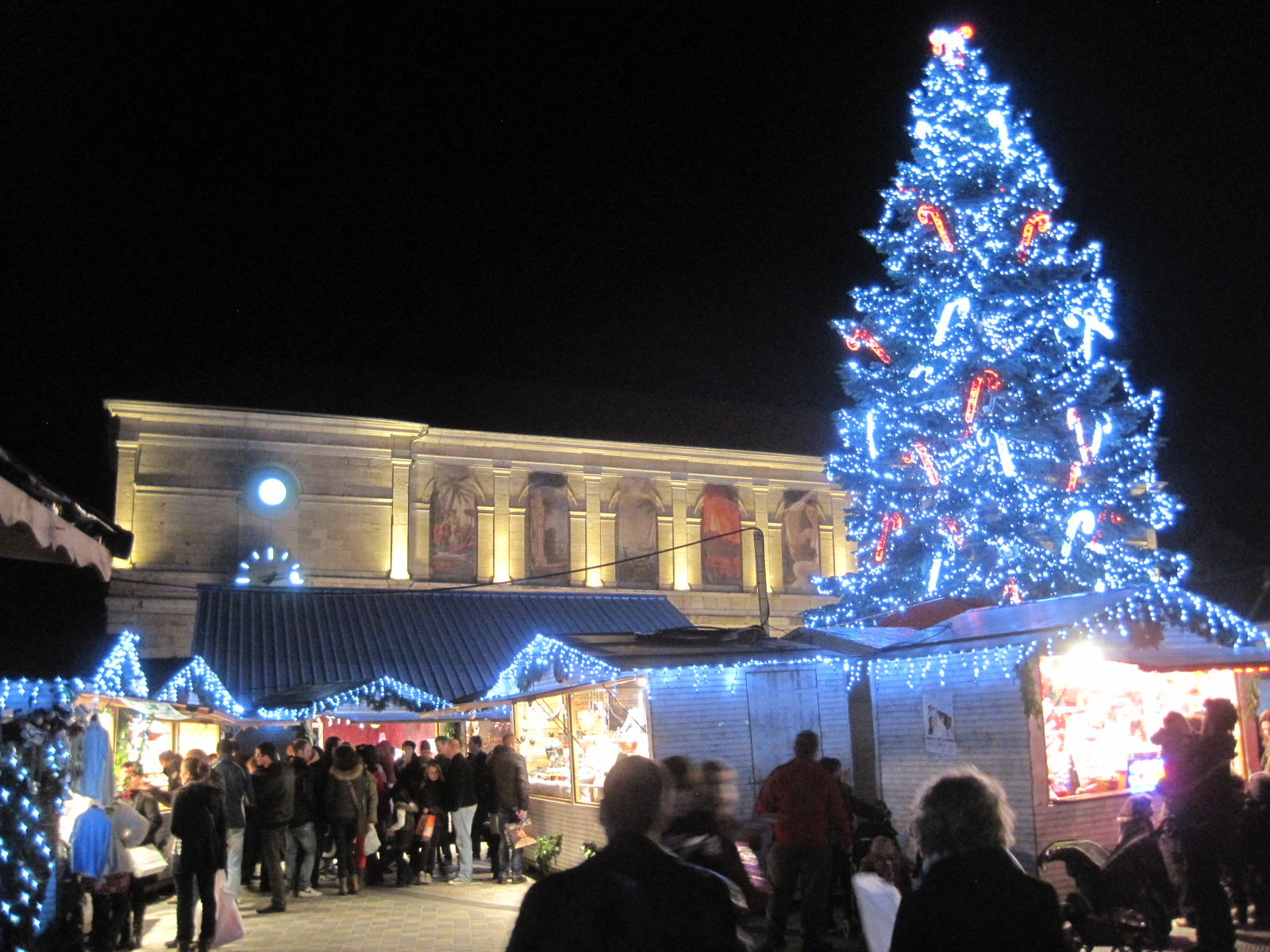
Place de la Révolution.
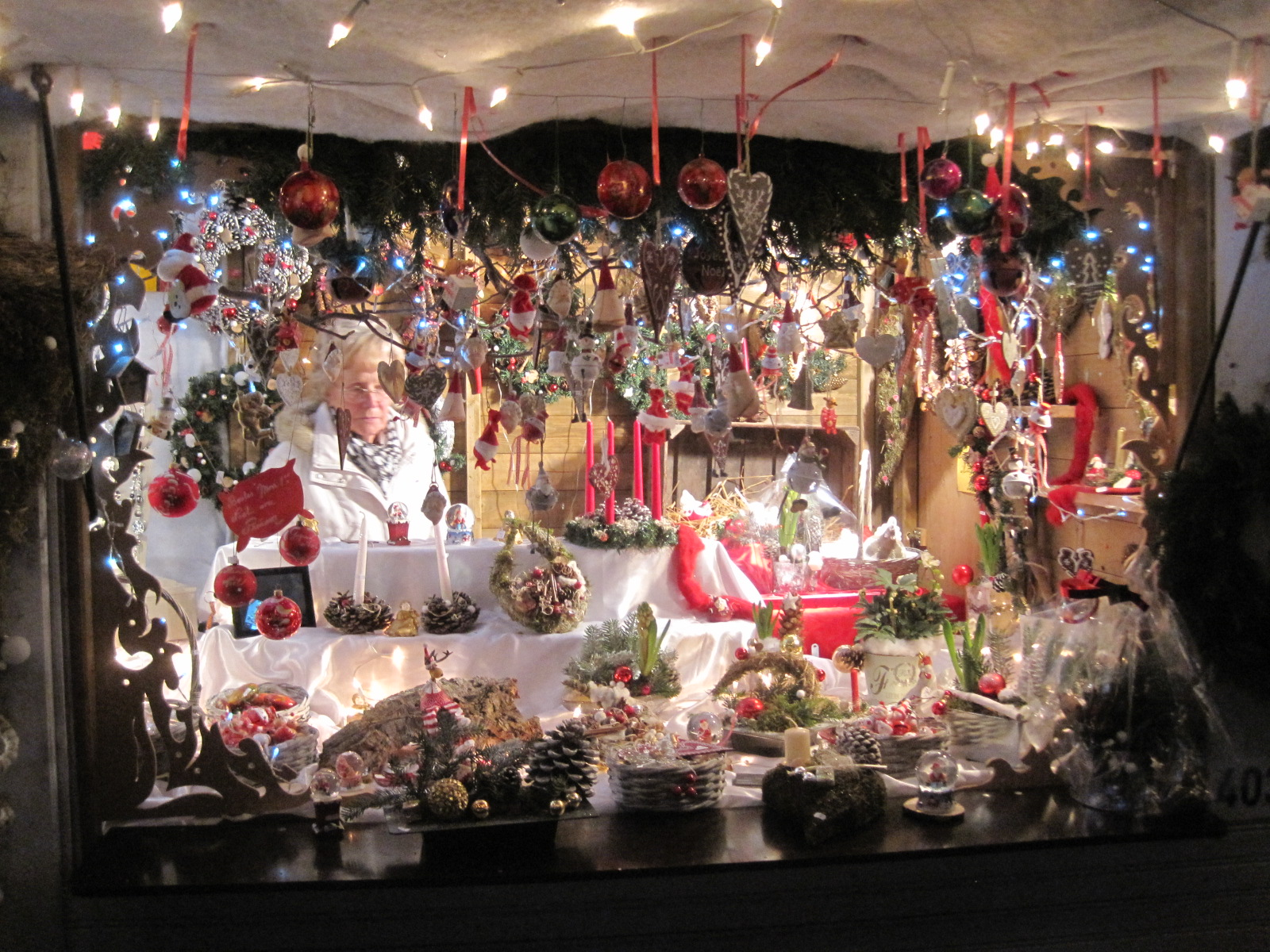
Décorations de Noël.
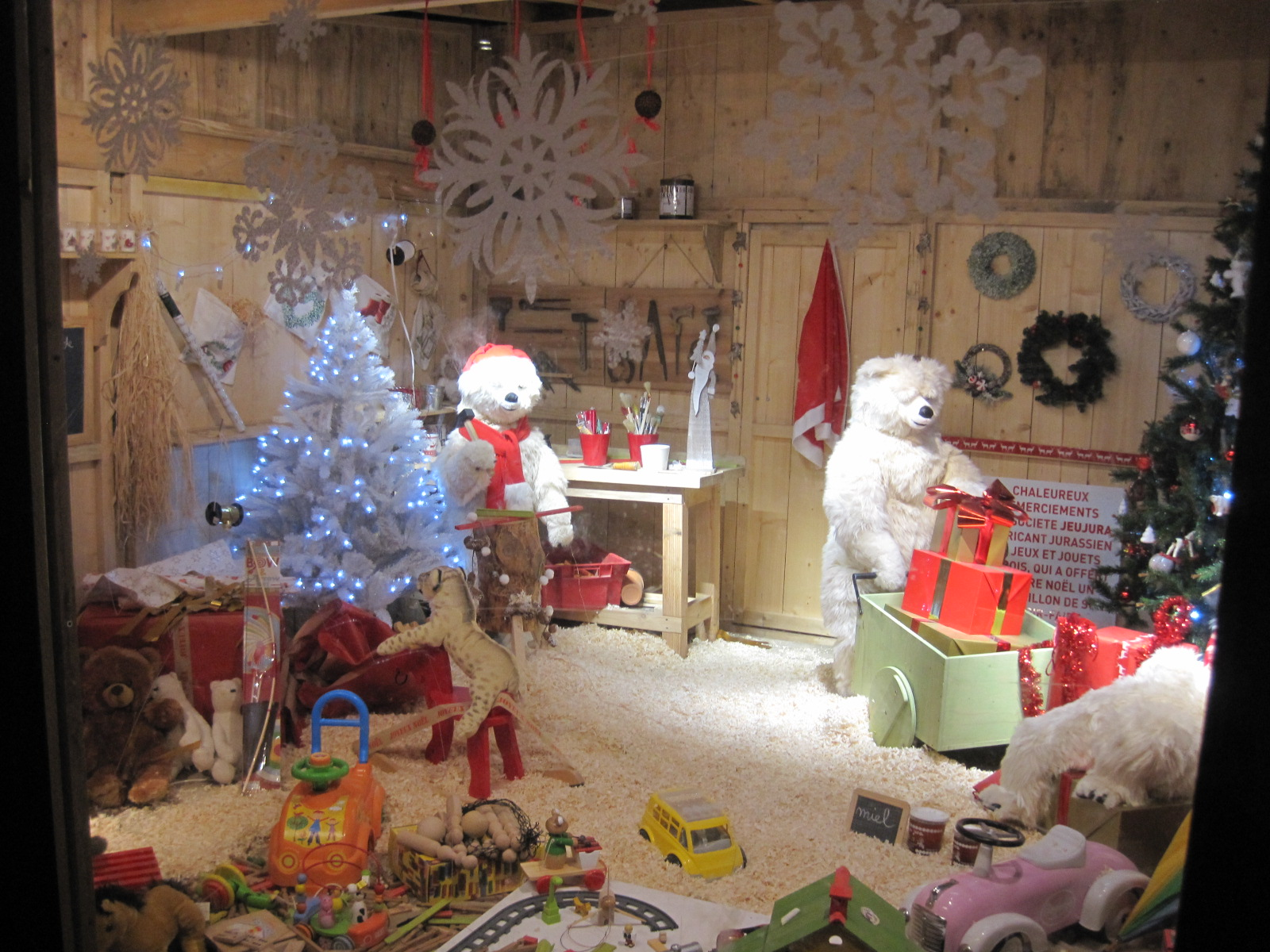
Animations de Noël.
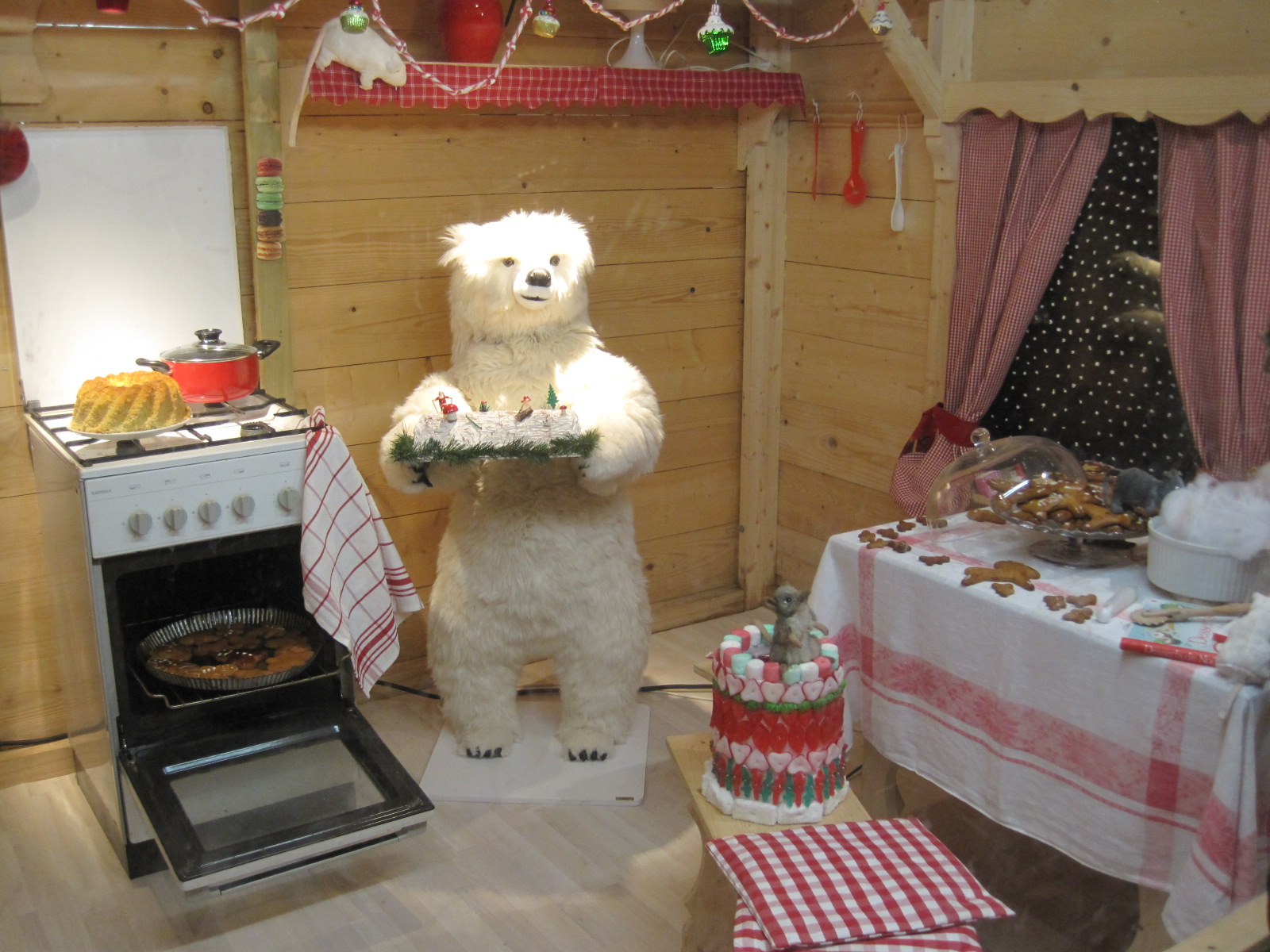
Animations de Noël.
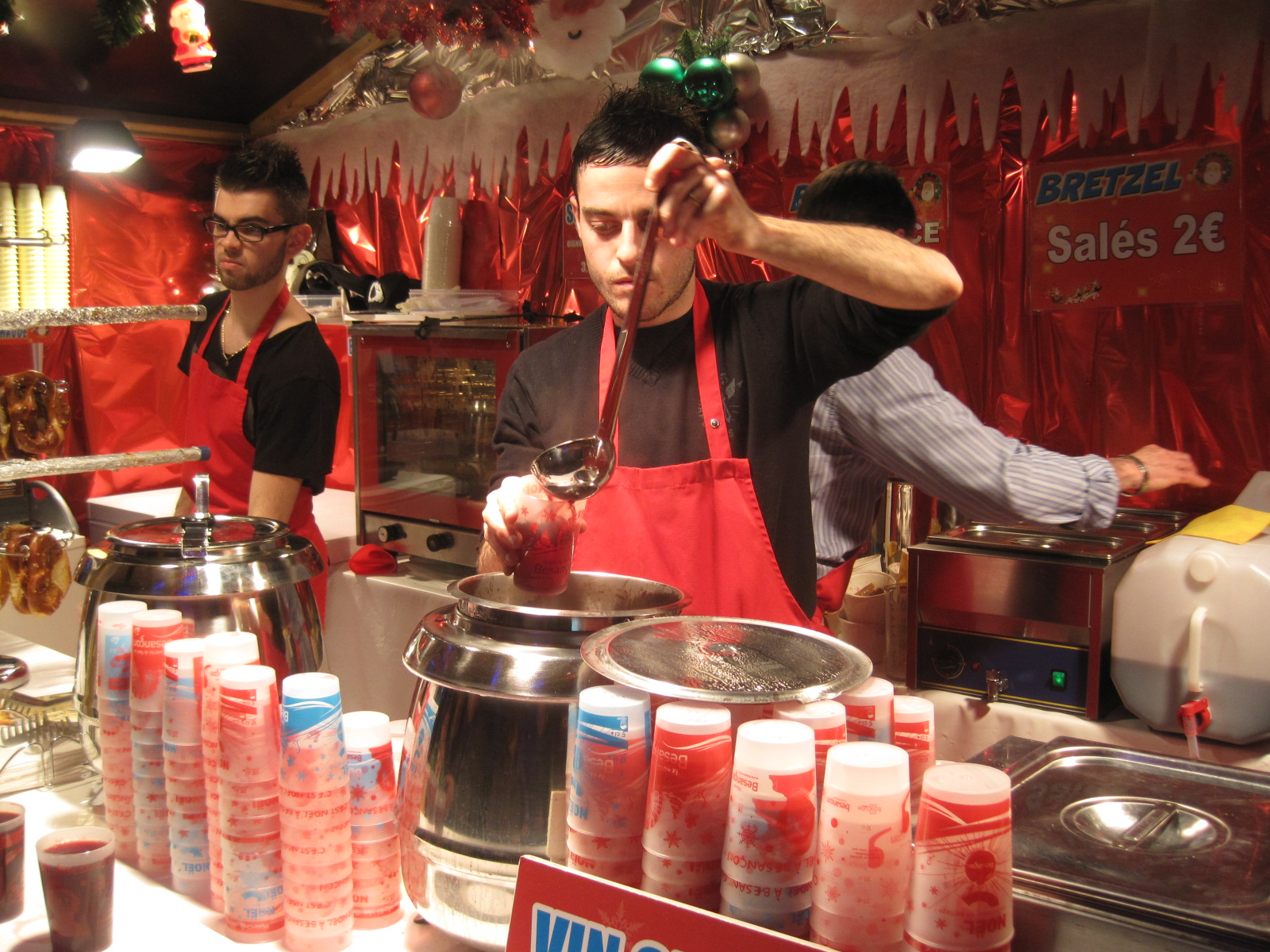
Vin chaud.
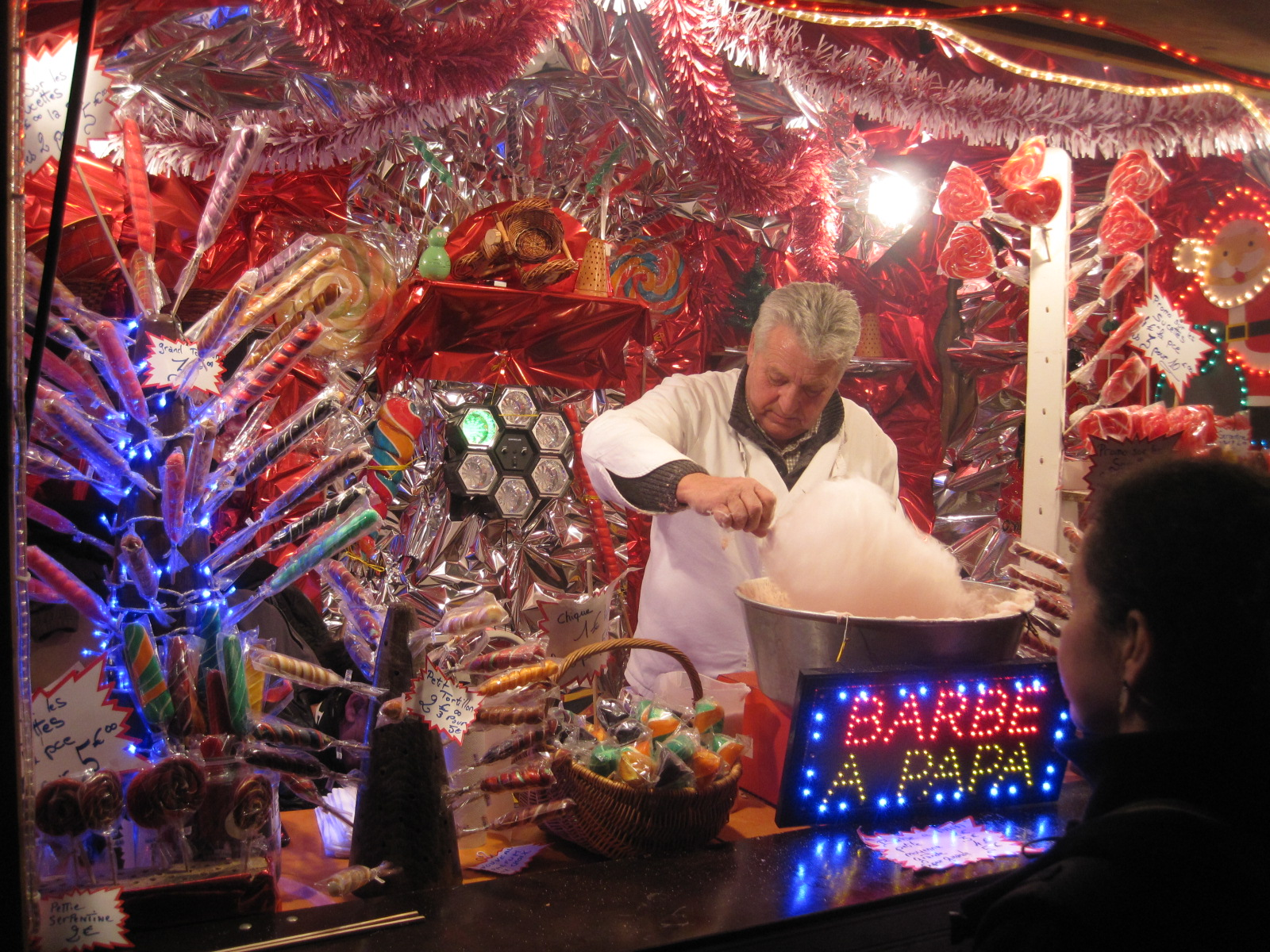
Barbe à papa.
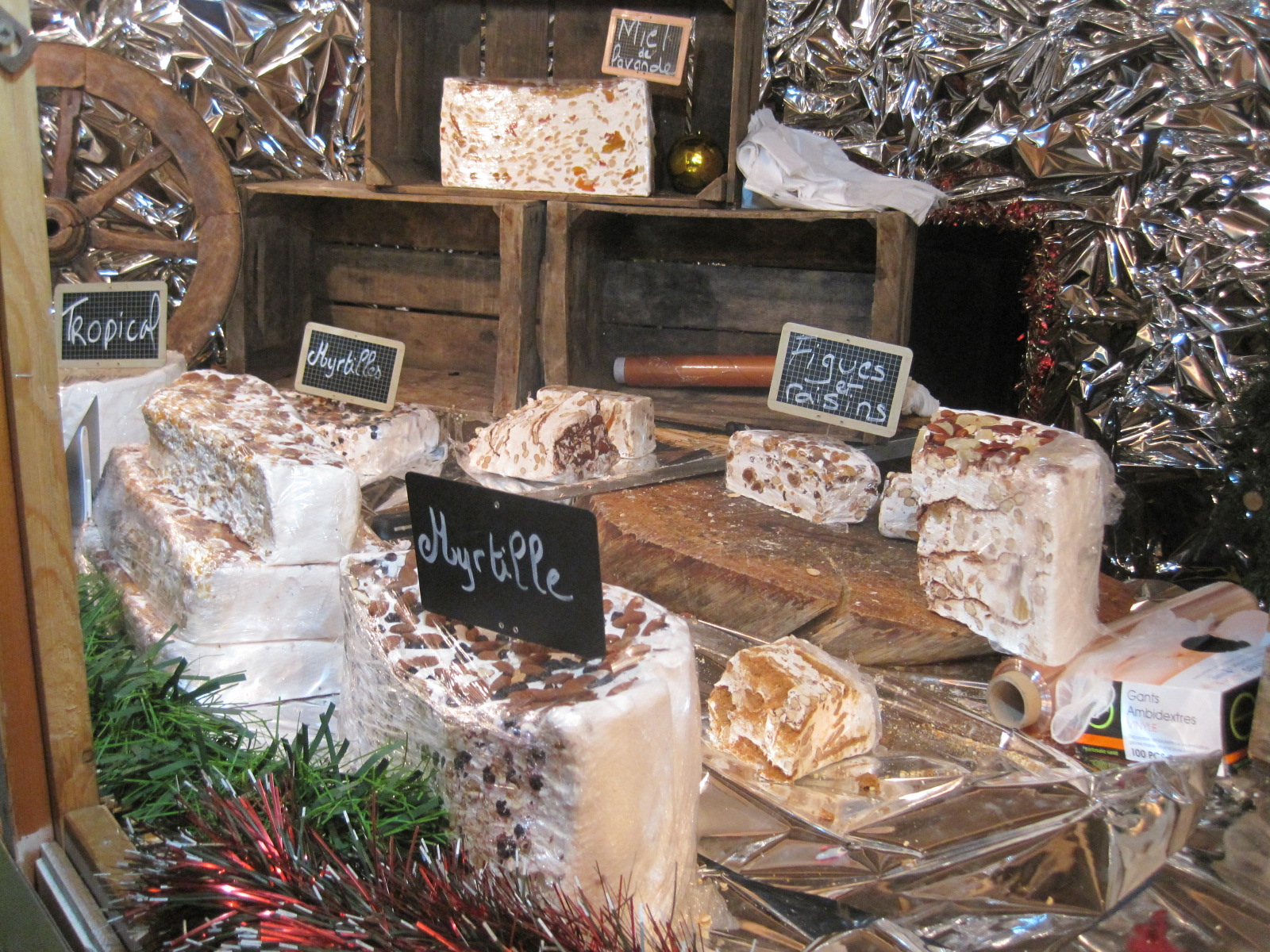
Nougat artisanal.
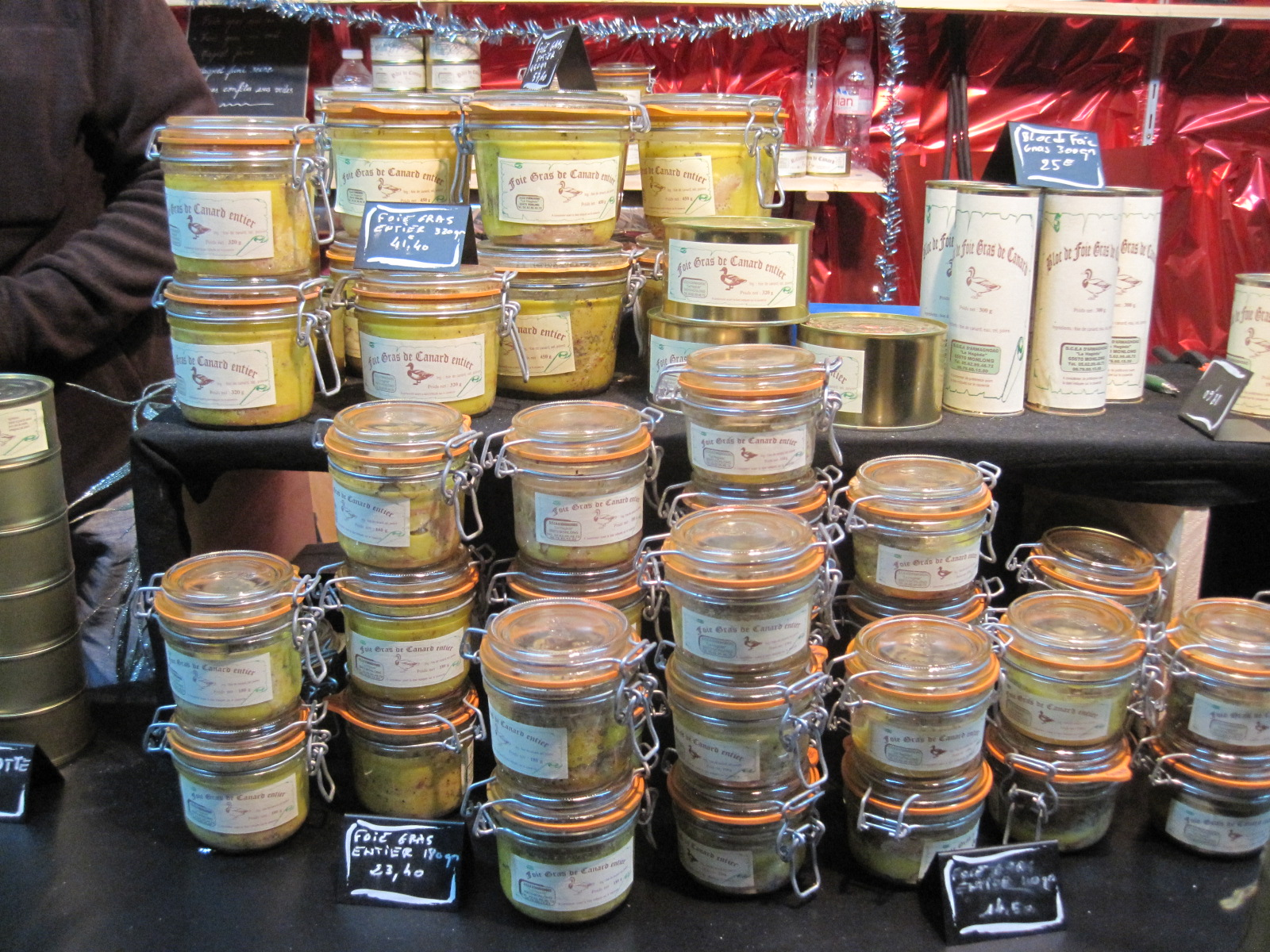
Foie gras.

On y trouve des articles d'artisanat d'art, des décorations de Noël, des articles et idées de cadeau de Noël et de quoi se restaurer avec des produits de la gastronomie régionale traditionnelle et artisanale, tartines, vin chaud, cannelle, gâteaux, pain d'épices, confiseries... Les illuminations de Noël rajoutent à la féerie de ce marché festif.